# 방납
방납(防納)은 조선시대 지방에서 중앙으로 공물(貢物)을 대신 바치던 일이다.
공물은 세대(世帶)를 대상으로 부과하여 백성들이 공납하던 토산물(土産物)을 말하는데, 토산(土産)이 아닌 공물이나 농가에서는 만들기 어려운 가공품 등을 공납해야 될 경우에는 현물을 사서라도 바쳐야 했다. 따라서 이를 기회로 중간에서 이득을 취하는 상인(商人) 혹은 하급 관리들이 나오게 되었다.
또 이들은 자기들의 이익을 위하여 불법적인 수단으로 농민의 상납(上納)을 막기까지 하였으므로 방납이라는 명칭이 생기게 되었다. 또한 지방에서 공납이 가능한 물품이라 할지라도 국가의 수요(需要)와 공납이 시기적으로 일치하지 않는 경우가 많고, 먼 지방으로부터의 수송에도 불편이 많았을뿐더러 각 궁방(宮房)·관청에서 수납(收納)할 때에도 그 규격을 검사하여 불합격품은 이를 되돌려 다시 바치게 하는 등, 여러 가지 혼란이 일어났다.
그러므로 국가에서는 경주인(京主人) 등으로 하여금 필요한 물품을 대신 바치게 하고 그 대가(代價)를 지방민에게 갑절로 받게 하였으므로 수요자와 방납자는 서로 결탁하여 지방의 납공자(納貢者)들을 괴롭혔다. 그러므로 1569년(선조 2년) 이이(李珥)는 《동호문답(東湖問答)》을 바쳐 공물을 미곡으로 대신 내게 함으로써 방납에 따르는 납공자들의 피해를 덜어야 된다고 주장하였다. 그러나 이 주장은 임진왜란 이전에는 시행되지 않았다가 임진왜란 이후 토지의 황폐, 백성의 이산(離散) 등으로 조세(租稅)가 감소되어 국가 재정이 곤란해지자 비로소 그 보충을 목적으로 대동법(大同法)을 실시하게 되었다.

## 같이 보기
- 대동법
- 공납
- 진상

## 참고 자료
- 이 문서에는 다음커뮤니케이션(현 카카오)에서 GFDL 또는 CC-SA 라이선스로 배포한 글로벌 세계대백과사전의 "〈경제체제의 해이〉" 항목을 기초로 작성된 글이 포함되어 있습니다.